# 三木一草
三木一草（さんぼくいっそう）は、後醍醐天皇の建武政権下で重用された4人の寵臣、結城親光・名和長年・楠木正成・千種忠顕の総称。「ユウキ」、「ホウキ」（名和は伯耆守であったことから）、「クスノキ」、「チクサ」と4人の姓や官職の読みにちなむ。南北朝の内乱に先立つ建武の乱の戦いで、延元元年/建武3年（1336年）前半に相次いで没した。

## 由来
元中3年/至徳（1386年）に成立した『歯長寺縁起』では、延元元年/建武3年6月30日（1336年8月7日）に名和長年が足利軍と戦って一条大宮で草野秀永に討たれたことについて、「被仰三木一草人三木已倒一草残是千草宰相殿事也（三木一草と仰がれる人、三木已に倒れ一草のみ残れり。これは千草の宰相殿の事なり）」と表現されており、遅くとも死後50年後には既に「三木一草」の語は普及していた。
軍記物『太平記』巻17「山門の牒南都に送る事」（流布本）/「山門の牒状幷びに南都の返牒の事」（天正本）では、三木一草の中で名和長年だけが生き残ったことについて、女童たちが戯れて「此比（このごろ）天下に結城、伯耆、楠、千種頭中将（ちくさのとうのちゅうじょう）、三木一草といはれて、飽くまで朝恩に誇りたる人々なりしが、三人は討死して、伯耆守一人残りたることよ」と言ったので、長年はそれを恥じて奮戦して討死したという場面が描かれる。
4人に共通する点は、
- 鎌倉幕府体制の下では、日の目を見ることのなかった出自であること（結城親光は御家人結城氏の庶流の白河結城氏のそのまた次男、名和長年と楠木正成は武装商人、千種忠顕は学問が家業の中級貴族）[1]。
- 建武の新政の樹立への勲功によって後醍醐天皇の寵遇を受けて新政での主要な役職を与えられ、帝の腹心として活動したこと[1]。
- その栄耀栄華の期間が極めて短かったこと（4人ともに延元元年/建武3年（1336年）の湊川の戦いやその前後の戦いで足利軍に敗れて戦死している）[1]。

などである。
建武の乱で後醍醐は4人の軍事指揮官を失って苦境に立たされて降伏し、尊氏が擁する光明天皇に三種の神器を譲渡することになった。これを受けて延元元年/建武3年（1336年）11月に尊氏は『建武式目』を発布したが（一般に室町幕府の成立とされる）、その翌月に後醍醐は大和国（奈良県）吉野へ逃れて南北朝時代が始まった。

## 古今伝授
歌学の古今伝授でも三木一草の語は用いられ、六条家の『六条家古今和歌集伝授』では三木は「相生の松」「をがたまの木」「めのとけつり花」で、一草は「かはなくさ」とされている。一方、『古今三鳥剪紙伝授』では、三木は「をがたまの木」「とし木」「めどにけづり花」とされている（一草は同じ）。